# 蔡家寺
蔡家寺，位于中国甘肃省甘谷县，为一个省级文物保护单位，类型为古建筑。
蔡家寺的历史年代为清代。